# Nick Lashaway
Nick Lashaway (Washington, 1988. március 24. – Framingham, 2016. május 8.) amerikai színész.
Szerepelt az X-akták és a Csajok című sorozatok epizódjaiban, továbbá a 40 éves szűz (2005) és a Lopott idő (2011) című filmekben. Autóbalesetben hunyt el 2016. május 8-án.

## Filmográfia

### Film
| Év   | Magyar cím     | Eredeti cím                | Szerep                  | Magyar hang         |
| ---- | -------------- | -------------------------- | ----------------------- | ------------------- |
| 2005 | 40 éves szűz   | The 40-Year-Old Virgin     | fiú az egészségklinikán | Pintér Gábor Attila |
| 2007 |                | Humble Pie                 | Shawn                   |                     |
| 2007 |                | National Lampoon's Bag Boy | Ace                     |                     |
| 2010 | Az utolsó dal  | The Last Song              | Marcus                  | Előd Botond         |
| 2010 | Vedd a lelkem! | My Soul to Take            | Brandon                 |                     |
| 2011 | Szellemtanú    | Little Murder              | Tom Little              | Előd Botond         |
| 2011 | Lopott idő     | In Time                    | Ekman                   |                     |
| 2016 |                | Prayer Never Fails         | Aiden Paul              |                     |

### Televízió
| Év   | Magyar cím                                | Eredeti cím        | Szerep            | Megjegyzések |
| ---- | ----------------------------------------- | ------------------ | ----------------- | ------------ |
| 1998 | X-akták                                   | The X-Files        | fiatal Fox Mulder | 2 epizód     |
| 2003 | Pimaszok, avagy kamaszba nem üt a mennykő | 8 Simple Rules     | fiú               | 1 epizód     |
| 2004 |                                           | Life As We Know It | Christopher Flynn | 3 epizód     |
| 2007 | Office                                    | The Office         | telemarketinges   | 1 epizód     |
| 2010 |                                           | Deal O'Neal        | Tommy O'Neal      | tévéfilm     |
| 2013 | Csajok                                    | Girls              | Frank             | 1 epizód     |

## Fordítás
- Ez a szócikk részben vagy egészben  a   Nick Lashaway című angol Wikipédia-szócikk fordításán alapul.  Az eredeti cikk szerkesztőit annak laptörténete sorolja fel. Ez a jelzés csupán a megfogalmazás eredetét és a szerzői jogokat jelzi, nem szolgál a cikkben szereplő információk forrásmegjelöléseként.